# Аурайокі
Аурайок (фін. Aurajoki), або Аура (швед. Aura å) — річка на південному заході Фінляндії. Витік річки розташовується в місті Оріпяа. Протікає через міста Пьовтюя, Аура і Ліето і впадає в Архіпелагове море у центральній частині міста Турку. Загальна довжина річки становить близько 70 км. На річці знаходяться 11 порогів, з яких найбільшим є Наутеланоскі. поблизу Ліето. Річка забезпечує місто Турку питною водою, яка забирається біля порога Галінен.
Назва «Аура», можливо, походить від старошведського aathra (водний шлях), що у сучасній шведській перекладається як ådra, проте у фінській її назва означає «плуг».